# خزان خشم القربة

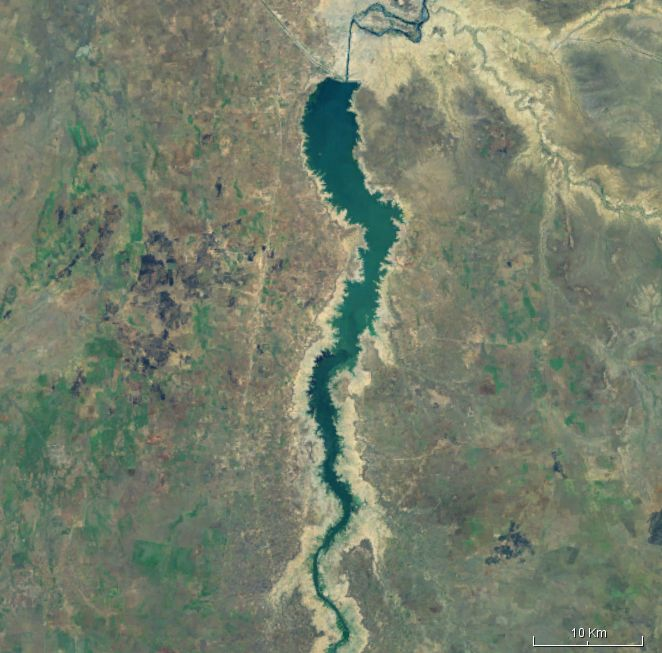
سد خشم القربة

خزان خَشِمْ القِرْبَة  هو سد خرسانى يقع في السودان على نهر عَطْبَرة، غرب مدينة خشم القربة التي يحمل إسمها، علي بعد 560 كيلومتر شرق مدينة الخرطوم وحوالى 80 كيلو متر غرب مدينة كسلا و438 كيلو متر من مدينة عطبرة. وهو أصغر رابع سد من السدود الخمسة ا التي أقيمت على نهر النيل وروافده في السودان. وقد تم تشييده في الفترة من عام 1961 وحتى 1964 م، ضمن إطار مشروع إعادة توطين سكان وادي حلفا المتأثرين ببناء السد العالي في مصر بعد أن غمرت مياه بحيرة النوبة (بحيرة ناصر في مصر) قراهم وبلداتهم.

## إنشاء الخزان
أُنشيء السد في عام 1960 ، بناءً على اتفاقية مياه النيل الموقعة بين مصر والسودان في عام 1959 م، لتخزين مياه الرّي لمشروع حلفا الزراعي الذي تبلغ مساحته 250 الف هكتار. ويصل محتوى بحيرة الخزان إلى 1.3 مليار متر مكعب.
قامت «شركة سو جريا» الفرنسية بإعداد بتصميمه الهندسي، فيما تولت شركة «تورنو» الإيطالية تنفيذ أعمال البناء التي اكتملت في عام 1964 م .
نسبة لكبر حجم الترسيب بنهر عطبرة وللمحافظة على سعة الخزان التصميمية تتم عملية غسيل سنوية لإزالة الاطماء المترسب أمام الخزان.

### الغرض من السد
- توفير مياه الري لمشروع خشم القربة الزراعي الخاص بتنمية منطقة خشم القربة وحلفا الجديدة
- توليد الطاقة الكهربائية لخدمة المنطقة ودعم شبكة الكهرباء القومية
- السيطرة على الفيضانات[2]

### بحيرة الخزان
تقع بحيرة تخزين المياه جنوب جسم السد طولها 80 كيلو متر وعرضها 4 كيلو متر في أوسع نقطة، وعمقها 6.8 متر، وتبلغ مساحتها 125 كيلو متر مربع، وسعتها التصميمية 1.3 مليار متر مكعب. وقد تناقصت حالياً إلى الثلث نتيجة للإطماء.
تمتد القناة الرئيسية التي تنقل المياه من بحيرة السد إلى الحقول لمسافة 26 كيلومتر في مشروع حلفا الجديدة الزراعي وتتفرع إلى ثلاث قنوات فرعية كبيرة تتشعب بدورها إلى 87 ترعة (قناة) أصغر للري. وقد أدى انخفاض الطاقة التخزينية للمياه بالخزان بسبب تراكم الطمى في حوض الخزان إلى وضع خطة تهدف إلى رفع الإنتاجية في المشروع وادخال الحيوان في الدورة وزراعة الإعلاف والذرة وتنمية الغابات.
ومن المتوقع أن يكون لسد أعالي عطبرة وستيت المزمع بالانتهاء من تشييده قبل نهاية عام 2013 م، أثراً ايجابياً على خزان خشم القربة من حيث تحسن طاقته التخزينية.

### التصميمالهايدرلوجى
الوارد الكلى السنوى للبحيرة هو 11.8 مليار متر مكعب.

### المكونات الاساسية للسد
- الجزء الخرسانى ويشمل 34 كتلة خرسانية توجد 13 منها على مجرى النهر الرئيسى، ويبلغ أقصى ارتفاع للجسم الخرسانى من قاع النهر 50 متر، وعرض الجزء العلوى من الجسم الخرسانى 12 متر.
- الردميات يبلغ طول الردمية الغربية 1850 متر وطول الردمية الشرقية 1550 متر
- الأبواب، يبلغ عدد الأبواب الرئيسية لصرف مياه الفيضان سبعة، وتشمل أبواب الراحة وأبواب السطح
- محطة التوليد الكهربائي المائى
- الأنفاق
- الطلمبات
- أجهزة الرصد

### محطة توليد كهرباء خشم القربة
يتم إنتاج الكهرباء في سد خشم القربة بطريقتين:
1. التوليد المائي للكهرباء ويتم عن طريق توربينات الكابلان وعددها اثنين بسعة 10.6 ميغاوات وطلمبات (مضخات) توربينية بطاقة 7.2 ميغاوات وعددها ثلاث.
2. التوليد الحرارى ويتمثل في إنتاج الكهرباء من خلال وحدتي ديزيل.

وتصل السعة الكلية للمحطة إلى حوالي 17.8 ميغاوات تساهم بها سنوياً في الشبكة القومية للكهرباء في السودان.

#### الطلمبات التعويضية
عددها 4 وتعمل عندما يكون منسوب بحيرة السد اقل من مدى سحب الطلمبات التوربينية للماء من السد، حيث تقوم بسحب كميات قليلة من البحيرة وتضخها في ترعة (قناة) حلفا. ولم يتم تشغيلها منذ تركيبها نسبة لأن مستوى البحيرة لم يتراجع إلى المستوى الضروري لتشغيلها. وبعد تشييد خزان تغسي في إثيوبيا واكتمال تشييد مجمع سدي أعالي نهر عطبرة وسيتيت على نهري عطبرة و سيتيت يمكن تركيب ماكينات توليد للطاقة الكهربائية بدلا عن هذه الطلمبات.

#### المحولات
توجد بالسد 3 محولات قدرة رافعة للجهد من 6 ك.ف إلى 66 ك.ف وهيT1,T2,T3. سعة كل منT1,T2 هي (15MVA) اماT3 فسعته (7MVA). كما يوجد محولين داخليين لتغذية المحطة هيAT1 وAT2 بسعة (800KVA).
تم تاهيل الوحدات المائية بالمحطة لتعمل بنظام التحكم الآلى وتشغيل الوحدات من غرف المراقبة بواسطة أجهزة الحاسوب (الكمبيوتر).